# Magnesiumsulfide
Magnesiumsulfide is het magnesiumzout van waterstofsulfide, met als brutoformule MgS. De stof komt (in zuivere toestand) voor als een wit kristallijn poeder, dat ontleedt in water. De onzuivere stof is rood tot bruin gekleurd en niet-kristallijn.

## Synthese
Magnesiumsulfide kan bereid worden uit reactie van magnesiumpoeder met zwavel of waterstofsulfide:
{\displaystyle {\ce {8Mg + S8 -> 8MgS}}}
{\displaystyle {\ce {Mg + H2S -> MgS + H2}}}

## Kristalstructuur en eigenschappen
Magnesiumsulfide kristalliseert uit in een kubisch kristalstelsel en is structureel vergelijkbaar met natriumchloride. Het heeft ongeveer dezelfde eigenschappen als vergelijkbare ionaire sulfiden, zoals calciumsulfide, strontiumsulfide en bariumsulfide.
Bij contact met water of vocht ontleedt magnesiumsulfide, met vorming van magnesiumhydroxide en magnesiumwaterstofsulfide:
{\displaystyle {\ce {2MgS + 2H2O -> Mg(OH)2 + Mg(SH)2}}}
Verdere reactie en protonering van magnesiumwaterstofsulfide leidt tot de vorming van het stinkende waterstofsulfide. Ook bij contact met zuren wordt waterstofsulfide gevormd.
Magnesiumsulfide reageert met zuurstof tot magnesiumsulfaat:
{\displaystyle {\ce {MgS + 2O2 -> MgSO4}}}

## Toepassingen
Tijdens het zogenaamde Linz-Donawitz-proces, een proces om staal te produceren, wordt zwavel verwijderd door toevoeging van grote hoeveelheden magnesiumpoeder. Hierbij ontstaat magnesiumsulfide, dat bovendrijft op het gesmolten ijzer en kan verwijderd worden.
Magnesiumsulfide is een halfgeleider met een vrij grote band gap.